# 00Sex am Wolfgangsee
Pour plus de détails, voir Fiche technique et Distribution.
00Sex am Wolfgangsee est un film autrichien réalisé par Franz Antel sorti en 1966.

## Synopsis
James Sander est le propriétaire de l'hôtel Excelsior à Sankt Gilgen. Il a la réputation d'un play-boy et a des liaisons régulières à son hôtel qu'il amène souvent dans la même chambre. Le personnel de l'hôtel est habitué. Hilde Moll reçoit la chambre réservée à James puis est amenée à sa villa. James, qui attend sa dernière petite amie Chicky, est dans l'embarras. Hilde se fait passer pour la nouvelle inspectrice des impôts, venu contrôler les finances de l'hôtel. Avec Hilde, est venu aussi son patron, le Dr. Ewald Rabanus qui lui téléphone. Cela crée la suspicion chez le majordome Pankraz, un passionné de romans policiers.
Dans l'hôtel, un groupe de jeunes hommes arrive. Le directeur leur a réservé le salon. Aussitôt ils jouent du rock, mais les clients n'aiment pas cette musique. Ils ont un nouveau batteur, Peter. Il s'agit en fait de Bibi, une jeune femme, qui se fait passer pour son frère qui s'est cassé le bras avant le voyage.
Mike, le trompettiste, découvre que Bibi est une femme mais Bibi lui explique être la sœur de Peter. Plusieurs fois, elle manque de se faire découvrir par les autres membres. Mike est tombé amoureux de Bibi. Finalement les musiciens écrivent une lettre au vrai Peter pour le faire venir à Sankt Gilgen. Ils se déguisent en femmes. Mike, déguisé lui aussi, annonce qu'il va épouser « Peter ». Quand le vrai Peter rejoint le groupe, Bibi enlève sa perruque et se présente comme une femme.
James a aussi un problème avec les femmes, sans le savoir. Hilde Moll est tombée amoureuse de lui. Dans le même temps, le redressement fiscal de James est tellement élevé que, pour éviter une faillite de l'hôtel, il doit se marier ; sa nouvelle situation pourrait être une solution. Hilde lui saute dessus en maillot de bain, mais James lui explique confusément qu'il veut rester célibataire. Hilde avoue à Rabanus qu'elle aime James et qu'elle a une liaison avec lui. Finalement James et Hilde se marient. Leurs impôts baissent d'autant plus qu'ils ont des enfants.

## Fiche technique
- Titre original : 00Sex am Wolfgangsee
- Titre français : 00Sex am Wolfgangsee[1]
- Réalisation : Franz Antel
- Scénario : Kurt Nachmann, Walter Breuer
- Musique : Johannes Fehring
- Direction artistique : Ferry Windberger
- Photographie : Siegfried Hold
- Montage : Hermine Diethelm
- Production : Franz Antel
- Société de production : Neue Delta
- Société de distribution : Constantin Film
- Pays d'origine :  Autriche
- Langue : allemand
- Format : Couleurs - 2,35:1 - Mono - 35 mm
- Genre : Comédie
- Durée : 94 minutes
- Dates de sortie :
  -  Allemagne : 21 octobre 1966
  -  France : 26 mai 1969[1]

## Distribution
- Waltraut Haas : Hilde Moll
- Erwin Strahl (de) : James Sander
- Helga Anders : Bibi Werner
- Hans-Jürgen Bäumler : Mike
- Gunther Philipp : Eberhard
- Paul Löwinger : Pankraz
- Judith Dornys : Chicky
- Rolf Olsen : Dr. Ewald Rabanus
- Franz Muxeneder : Sepp
- Günther Frank (de) : Teddy
- Erich Padalewski : Peter Werner
- Liesl Löwinger (de) : Rosl
- Raoul Retzer : Le réceptionniste en chef Schwab
- Hedy Bader : Mara
- Elisabeth Stiepl : La mère
- Xenia Doppler : Lilo
- Heidi Pickelmann : Kate
- Hedy Antony : Baby
- Tanja Gruber : Jane
- Angelika Aichberger : Nancy
- Mechtild Jaeckel : La fillette
- Poldi Waraschitz (de) : Le client de l'hôtel avec un journal

## Source de la traduction
- (de) Cet article est partiellement ou en totalité issu de l’article de Wikipédia en allemand intitulé « 00Sex am Wolfgangsee » (voir la liste des auteurs).